# Morata de Tajuña
Morata de Tajuña település Spanyolországban, Madrid tartományban. Morata de Tajuña San Martín de la Vega, Arganda del Rey, Perales de Tajuña, Valdelaguna és Chinchón községekkel határos. Lakosainak száma 8319 fő (2024).

## Népesség
A település népessége az utóbbi években az alábbiak szerint változott:
| Lakosok száma | 5485 | 6048 | 6782 | 7262 | 7515 | 7452 | 7482 | 7683 | 7960 | 8319 |
|               | 2001 | 2004 | 2007 | 2009 | 2012 | 2014 | 2017 | 2019 | 2022 | 2024 |